# Tibetan Homes Foundation
Tibetan Homes Foundation (THF) je registrovaná charitativní organizace založená jeho svatostí 14. dalajlámou brzo poté, co utekl z Tibetu. Po roce 1959 muselo 80 000 Tibeťanů hledat politický azyl v Indii. S nimi odešlo i hodně dětí – sirotků, které zůstaly bez domova. Dne 8. 11. 1962 se zrodilo THF. Indická vláda věnovala tibetskému exilu pozemky. V několika starších pronajatých chatkách v Happy Valley v Mussoorie (horská oblast v 27. indickém státu Uttarakhant) bylo ubytováno prvních 75 malých sirotků. Aby se cítili jako součást velké rodiny, byly tyto chatky pojmenovány jako domov číslo 1, 2 a 3. Pro každou byl ustaven manželský pár, který se o ně staral a fungoval jako náhradní rodiče. Tento model funguje až dodnes. V současné době jsou zde ubytovny pro cca 2400 dětí, lékařská střediska, domovy pro téměř 200 starších obyvatel.
Fungování těchto domů je samo o sobě jedinečné. Každodenní práci, která obnáší vaření, praní, úklid vykonávají samy děti vedené rodiči. Je to neoddělitelnou součástí jejich každého dne. Seznamy povinností se dělají tak, aby zapojovaly starší děti do domácích povinností. Pro mladší děti je nalezen sourozenec do páru. Tímto způsobem se o mladší děti stará respektovaný starší bratr nebo sestra. Praní oděvů, koupání, školní úkony a pomoc s domácími pracemi – to jsou některé z věcí, se kterými musí starší děti pomáhat mladším. A proto nazývají své domovy „hnízdečky“ – tibetsky khimtsang.
Školní výuka trvá od března do prosince. Skládá se ze 3 semestrů. Většina informací je na nižším stupni předávána v tibetském jazyce. Škola je rozdělena do 3 oddělení : školka, nižší stupeň, vyšší stupeň.
Aby byla zachována a šířena tibetská kultura, existuje zde tzv. kulturní skupina. Jsou v ní jak studenti, tak zaměstnanci. Škola je propojena se střední vzdělávací školou v Dillí. Zde studenti pokračují, aby získali vyšší vzdělání. Pak mohou pokračovat na jakékoliv univerzitě v Indii či jinde. Finančně jim při vzdělávání pomáhají individuální dárci z celého světa a organizované projekty jako např. Adopce na dálku.